# Погребенник Володимир Федорович
Володимир Федорович Погребенник (нар. 24 лютого 1954, Чернівці) — український літературознавець, філолог, педагог. Доктор філологічних наук, професор. Заслужений діяч науки і техніки України. Віце-президент Академії наук вищої освіти України, завідувач кафедри української літератури Інституту української філології та літературної творчості ім. А. Малишка Національного педагогічного університету імені М. П. Драгоманова (2003—2023).

## До життєпису
Син літературознавців Федора (1929—2001) та Ярослави Погребенників (1931—2010), онук педагога-науковця, січового стрільця Михайла Базника та його дружини педагога Євгенії Базник.
Виростав у місті Косові.
З 2003 по 2023 роки — завідувач кафедри української літератури Інституту української філології та літературної творчості ім. А. Малишка Національного педагогічного університету імені М. П. Драгоманова.